# 高山政吉
高山 政吉（たかやま まさきち、1899年〈明治32年〉6月19日 - 1972年〈昭和47年〉6月1日）は、日本の武術家。戦時中には大日本帝国海軍軍属となり、陸・海軍の刀法技法・指導法を研究して高山流抜刀術を開いた。
舞鶴鎮守府の武道師範として海軍に奉職し、あらゆるもので試斬を行った他、自らも戦場へ赴き、白兵戦での軍刀の扱い方を研究し、発表した。なお、高山は軍人としての海軍入りを法務局により反対されたため、最後まで軍属のままであったが、1943年（昭和18年）9月30日、海軍省より将官相当官として遇されることになる。

## 経歴

### 生い立ち、剣道修行
現在の福岡県八女市生まれ。幼時より牛島清四郎、松石景介、中野宗助に剣道を学び、1923年（大正12年）京都に出て剣道範士・内藤高治に入門する。1926年（大正15年）、大日本武徳会から剣道精錬証を授与される。1934年（昭和9年）、剣道教士に昇進する。

### 白兵抜刀術研究のきっかけ
1925年（大正14年）6月に、大日本武徳会の朝鮮・満州の武道視察に随行し、日露戦争の激戦地であった旅順・東鶏冠山砲台の戦跡を巡ったことが、武道の研究のスタートであったと、高山は後に述べている。
高山は、片手サーベル式の軍刀は戦闘での具合が悪いため、日本刀式に改めるべきであるとの持論を唱えた。また、当時の前線で戦った兵士達からは、敵が太刀を振り回していると、銃剣では近づき難いという声が挙がっていたほか、軍部内では、銃剣で敵の身体を突くと、肉が纏わり付いて剣を引き締めるため、力を入れて早く抜かねばならないということが一般的に信じられていた。高山は豚・犬等を使用した反証実験を軍に紹介したが、一笑に付されたため、いよいよ実戦場で持論を試すことを決意する。

### 実戦、戦場に参加
1931年（昭和6年）9月18日、柳条湖事件を機に満州事変が起きると、高山は持論を実戦で試せる宿願のチャンスと思い、勤務先の海軍機関学校や要港部へ戦線への従軍願いを出すも、不許可となる。
その後、1937年（昭和12年）8月9日に第二次上海事変が起きた際も、従軍許可の願いを出し、いったんは許可されたが、後日取り消しとなる。その後ようやく末次信正海軍大将の内命を受けて出発し、当時南京攻略戦に向かっていた第16師団を追った。
同年12月10日、南京郊外において同師団に合流し、師団長の中島今朝吾中将と会合する。13日正午に同中将より捕虜７名の試斬を依頼され、見事に首を刎ねた。12月29日には、白兵抜刀術の草案を南京城内にあった蔣介石の官邸において執筆し、翌1938年（昭和13年）2月に、近代戦用「白兵抜刀術」の草案を完成させた。
その後、1938年の春秋作戦（5月・徐州作戦、10月・武漢三鎮作戦）に従軍している。

### 研究の執筆と発表・功績
1939年（昭和14年）11月、上海方面の第三艦隊（旗艦「出雲」長谷川清司令官）の命により、上海特別陸戦隊本部において、抜刀術研究の整備が完了する。これ以後に高山は帰国し、1940年（昭和15年）、雑誌に「武道改革所見」を発表した。またこの頃より、支那事変の戦訓を基に開発された、「高山刀」と称される軍刀を、岐阜県関の刀工を指導し、作刀させる。
以降、舞鶴海兵団や海軍兵学校等で講演、実技を演武公開すると、海軍機関学校が高山の白兵抜刀術を採用した。更に、1940年（昭和15年）5月5日、大日本武徳会京都全国大会において「高山流白兵抜刀術」の流名で、舞鶴海軍によって公開された。
同時期、陸軍内でも高山の刀法理論を採用するかどうかが検討され、同年5月19日、松井石根大将、中島今朝吾中将、石原中将の推挙により、陸軍戸山学校校長田中久一中将のもとで検討される。9月20日には、中山博道範士の上申に基づき、陸軍大臣官邸において、大日本武徳会会長林銑十郎大将、松井石根大将、田中久一校長らによって高山の刀法が審議され、採用されることが決定する。
同年10月18日には、陸軍大臣東条英機より採用が承認され、高山は、陸軍からは終身教官をもって遇することを口達された。11月には、陸軍戸山学校より「軍刀の操法及試斬」（偕行社記事付録）が発行され、将校らに伝達される。
また、高山は1941年（昭和16年）、海軍横須賀砲術学校体育部長、鬼束鉄夫大佐（海兵47期）の召聘を受けて、横須賀に赴き、6月16日、「海軍武道教範」の作成を命ぜられる。
1942年（昭和17年）、「実戦と武術の改革」を発表、国民体育館で講演する。講演記録が、同年2月1日発刊の雑誌「新武道」に掲載される。
1943年（昭和18年）には、体育部教官・教員24名を指導した。切腹の際の介錯なども解説しており、部員からは理論と実技が面白いと好評で、「高山武蔵」とも呼ばれていた。
同年、「海軍武道教範」が制定されるが、これは10月18日、非常時に対する国民武道の要望から、厚生省によって広義決戦「国防武道」として採用された。
8月には、海軍と武徳会の交渉により、高山政吉は剣道・居合・銃剣術・各九段範士を授与された。1944年（昭和19年）1月19日には、高山刀法を伝達するために全国を四区分して指導することが決められ、東北区には東京高等師範学校の道場が、中部区には京都武徳殿が、西部・四国区には呉海兵団が、九州区には佐世保海兵団がそれぞれ割り当てられた。
この任務達成のため、高山は武徳会から、剣道・居合・銃剣術、各十段を更に授与された。

### 戦後の零落と武道意欲
1945年（昭和20年）8月15日、高山は奈良航空隊で抜刀術を指導していた最中に終戦を迎えた。大日本帝国と共に自身の高山流刀法も戦争に敗れたのだとして一時は自殺を決意するも、海軍機関学校の元訓育主任藤崎（村）大佐に制止され、海軍武道教範を後世に残すことを諭される。戦後、高山は九州の久住山中に潜み、以後25年間雌伏する。
久住での隠遁生活を送りながらも、彼の武道に対する意欲は衰えず、その後も執筆活動を続け、1970年（昭和45年）7月15日には、「仰ふく陸海空自衛隊参考剣道として検討」を発行。この頃には「武道体育大学」の校舎建設にも着手し、棟上までするが、途中で終わる。
同年11月3日、「日本武道体系」を発行。これは1941年（昭和16年）、海軍武道教範の作成を命じられた時に脱稿していたもので、同書は戦後の改訂版である。
高山は、戦後は世に出ることもなく、1972年（昭和47年）6月1日、久住の地にて、武道に全てを捧げた73年の人生を閉じた。